# Caudata
I Caudati o Urodeli (Caudata Scopoli, 1777) sono un ordine degli anfibi.
Le specie appartenenti a quest'ordine sono conosciute con il nome comune di tritoni e salamandre.

## Descrizione
Sono animali anfibi, in genere caratterizzati da un aspetto superficialmente simile a quello delle lucertole, corpi sottili, il naso corto, la coda lunga e con zampe corte adatte sia per nuotare che per muoversi sulla terra ferma.
Inoltre la pelle è nuda e ricca di ghiandole che secernono sostanze tossiche per difendersi dai predatori.
Anche se i Caudati sono anfibi, alcune specie vivono solamente in un ambiente acquatico, mentre alcune, da adulte, vivono solamente sulla terra ferma. Si conoscono casi di Caudati che mantengono le branchie anche da adulti in particolari casi di neotenia o pedomorfismo.
Caratteristica unica tra i vertebrati è quella di essere in grado di rigenerare gli arti perduti, e anche altre parti del corpo.

## Distribuzione e habitat
Le specie dell'ordine sono presenti in gran parte del territorio mondiale eccezion fatta per le estreme latitudini settentrionali, l'Antartide, e le isole oceaniche. È fortemente presente nel Nord e Centro America, in Europa e in Asia. Minore è la presenza nei territori del Sud America, nel Nordafrica e Medio Oriente.

## Evoluzione
Le origini e le relazioni evolutive tra i tre principali gruppi di anfibi (gimnofioni, urodeli e anuri) sono materia di dibattito scientifico. Uno studio molecolare del 2005, basato sull'analisi del DNA, ha suggerito che la prima divergenza tra questi tre gruppi iniziò poco dopo la diversificazione dai sarcotterigi (pesci dalle pinne lobate) nel Devoniano (circa 360 milioni di anni fa) e prima della frantumazione del supercontinente Pangea. La brevità di questo periodo e la velocità di questa radiazione evolutiva potrebbero essere tra le cause della scaristà di fossili di anfibi vicini all'origine di questi gruppi (tutti inclusi nel gruppo dei Lissamphibia) (San Mauro et al., 2005). Tuttavia, altri studi hanno generalmente indicato un periodo più recente (Carbonifero superiore o Permiano) per la diversificazione dei lissanfibi (San Mauro, 2010; Marjanovic e Laurin, 2007).
Le più antiche salamandre fossili (oltre al dubbio fossile Triassurus, del Triassico) sono Kokartus honorarius del Giurassico medio del Kirghizistan e Marmorerpeton dell'Inghilterra. Questi animali assomigliavano superficialmente a salamandre dal corpo robusto, ma erano sprovviste di alcune caratteristiche anatomiche che si sarebbero sviluppate solo in seguito. Karaurus sharovi, simile a Kokartus, del Giurassico superiore, assomigliava agli attuali rappresentanti del genere Ambystoma e, come questi, probabilmente aveva uno stile di vita fossorio.
I criptobrancoidi (Cryptobranchoidea) e i salamandroidi (Salamandroidea) sono ritenuti essere sister groups. Entrambi questi gruppi sembrerebbero essere apparsi entro la fine del Giurassico, i primi rappresentati da varie forme come Chunerpeton, Pangerpeton, Jeholotriton, Regalerpeton, Liaoxitriton e Iridotriton, i secondi da Beiyanerpeton. Entro la fine del Cretaceo, quasi tutte le attuali famiglie di salamandre erano probabilmente già apparse.
Tutte le salamandre fossili sono considerate parte dell'ordine Caudata, anche se a volte le specie viventi sono raggruppate negli Urodela (salamandre più evolute). Di seguito è mostrato un cladogramma da Naish (2013):
|  | Hynobiidae                            |
|  |                                       |
|  | Cryptobranchidae (salamandre giganti) |
|  |                                       |

|  | \| \| Ambystomatidae (assolotti & salamandre tigre) \| \| \| \| \| \| Dicamptodontidae[6] \| \| \| \| |
|  | |
|  | Salamandridae (salamandre vere & tritoni)                                                             |
|  | |
|  | Ambystomatidae (assolotti & salamandre tigre)                                                         |
|  | |
|  | Dicamptodontidae                                                                                      |
|  | |

|  | Ambystomatidae (assolotti & salamandre tigre) |
|  |                                               |
|  | Dicamptodontidae                              |
|  |                                               |

|  | \| \| Ambystomatidae (assolotti & salamandre tigre) \| \| \| \| \| \| Dicamptodontidae[6] \| \| \| \| |
|  | |
|  | Salamandridae (salamandre vere & tritoni)                                                             |
|  | |
|  | Ambystomatidae (assolotti & salamandre tigre)                                                         |
|  | |
|  | Dicamptodontidae                                                                                      |
|  | |

|  | Ambystomatidae (assolotti & salamandre tigre) |
|  |                                               |
|  | Dicamptodontidae                              |
|  |                                               |

|                    | Rhyacotritonidae                                                                                 |
|                    |                                                                                                  |
| Xenosalamandroidei | \| \| Amphiumidae (amfiume) \| \| \| \| \| \| Plethodontidae (urodeli senza polmoni) \| \| \| \| |
|                    | \| \| Amphiumidae (amfiume) \| \| \| \| \| \| Plethodontidae (urodeli senza polmoni) \| \| \| \| |
|                    | Amphiumidae (amfiume)                                                                            |
|                    |                                                                                                  |
|                    | Plethodontidae (urodeli senza polmoni)                                                           |
|                    |                                                                                                  |

|  | Amphiumidae (amfiume)                  |
|  |                                        |
|  | Plethodontidae (urodeli senza polmoni) |
|  |                                        |

|                    | Rhyacotritonidae                                                                                 |
|                    |                                                                                                  |
| Xenosalamandroidei | \| \| Amphiumidae (amfiume) \| \| \| \| \| \| Plethodontidae (urodeli senza polmoni) \| \| \| \| |
|                    | \| \| Amphiumidae (amfiume) \| \| \| \| \| \| Plethodontidae (urodeli senza polmoni) \| \| \| \| |
|                    | Amphiumidae (amfiume)                                                                            |
|                    |                                                                                                  |
|                    | Plethodontidae (urodeli senza polmoni)                                                           |
|                    |                                                                                                  |

|  | Amphiumidae (amfiume)                  |
|  |                                        |
|  | Plethodontidae (urodeli senza polmoni) |
|  |                                        |

|  | \| \| Ambystomatidae (assolotti & salamandre tigre) \| \| \| \| \| \| Dicamptodontidae[6] \| \| \| \| |
|  | |
|  | Salamandridae (salamandre vere & tritoni)                                                             |
|  | |
|  | Ambystomatidae (assolotti & salamandre tigre)                                                         |
|  | |
|  | Dicamptodontidae                                                                                      |
|  | |

|  | Ambystomatidae (assolotti & salamandre tigre) |
|  |                                               |
|  | Dicamptodontidae                              |
|  |                                               |

|  | \| \| Ambystomatidae (assolotti & salamandre tigre) \| \| \| \| \| \| Dicamptodontidae[6] \| \| \| \| |
|  | |
|  | Salamandridae (salamandre vere & tritoni)                                                             |
|  | |
|  | Ambystomatidae (assolotti & salamandre tigre)                                                         |
|  | |
|  | Dicamptodontidae                                                                                      |
|  | |

|  | Ambystomatidae (assolotti & salamandre tigre) |
|  |                                               |
|  | Dicamptodontidae                              |
|  |                                               |

|                    | Rhyacotritonidae                                                                                 |
|                    |                                                                                                  |
| Xenosalamandroidei | \| \| Amphiumidae (amfiume) \| \| \| \| \| \| Plethodontidae (urodeli senza polmoni) \| \| \| \| |
|                    | \| \| Amphiumidae (amfiume) \| \| \| \| \| \| Plethodontidae (urodeli senza polmoni) \| \| \| \| |
|                    | Amphiumidae (amfiume)                                                                            |
|                    |                                                                                                  |
|                    | Plethodontidae (urodeli senza polmoni)                                                           |
|                    |                                                                                                  |

|  | Amphiumidae (amfiume)                  |
|  |                                        |
|  | Plethodontidae (urodeli senza polmoni) |
|  |                                        |

|                    | Rhyacotritonidae                                                                                 |
|                    |                                                                                                  |
| Xenosalamandroidei | \| \| Amphiumidae (amfiume) \| \| \| \| \| \| Plethodontidae (urodeli senza polmoni) \| \| \| \| |
|                    | \| \| Amphiumidae (amfiume) \| \| \| \| \| \| Plethodontidae (urodeli senza polmoni) \| \| \| \| |
|                    | Amphiumidae (amfiume)                                                                            |
|                    |                                                                                                  |
|                    | Plethodontidae (urodeli senza polmoni)                                                           |
|                    |                                                                                                  |

|  | Amphiumidae (amfiume)                  |
|  |                                        |
|  | Plethodontidae (urodeli senza polmoni) |
|  |                                        |

|  | Hynobiidae                            |
|  |                                       |
|  | Cryptobranchidae (salamandre giganti) |
|  |                                       |

|  | \| \| Ambystomatidae (assolotti & salamandre tigre) \| \| \| \| \| \| Dicamptodontidae[6] \| \| \| \| |
|  | |
|  | Salamandridae (salamandre vere & tritoni)                                                             |
|  | |
|  | Ambystomatidae (assolotti & salamandre tigre)                                                         |
|  | |
|  | Dicamptodontidae                                                                                      |
|  | |

|  | Ambystomatidae (assolotti & salamandre tigre) |
|  |                                               |
|  | Dicamptodontidae                              |
|  |                                               |

|  | \| \| Ambystomatidae (assolotti & salamandre tigre) \| \| \| \| \| \| Dicamptodontidae[6] \| \| \| \| |
|  | |
|  | Salamandridae (salamandre vere & tritoni)                                                             |
|  | |
|  | Ambystomatidae (assolotti & salamandre tigre)                                                         |
|  | |
|  | Dicamptodontidae                                                                                      |
|  | |

|  | Ambystomatidae (assolotti & salamandre tigre) |
|  |                                               |
|  | Dicamptodontidae                              |
|  |                                               |

|                    | Rhyacotritonidae                                                                                 |
|                    |                                                                                                  |
| Xenosalamandroidei | \| \| Amphiumidae (amfiume) \| \| \| \| \| \| Plethodontidae (urodeli senza polmoni) \| \| \| \| |
|                    | \| \| Amphiumidae (amfiume) \| \| \| \| \| \| Plethodontidae (urodeli senza polmoni) \| \| \| \| |
|                    | Amphiumidae (amfiume)                                                                            |
|                    |                                                                                                  |
|                    | Plethodontidae (urodeli senza polmoni)                                                           |
|                    |                                                                                                  |

|  | Amphiumidae (amfiume)                  |
|  |                                        |
|  | Plethodontidae (urodeli senza polmoni) |
|  |                                        |

|                    | Rhyacotritonidae                                                                                 |
|                    |                                                                                                  |
| Xenosalamandroidei | \| \| Amphiumidae (amfiume) \| \| \| \| \| \| Plethodontidae (urodeli senza polmoni) \| \| \| \| |
|                    | \| \| Amphiumidae (amfiume) \| \| \| \| \| \| Plethodontidae (urodeli senza polmoni) \| \| \| \| |
|                    | Amphiumidae (amfiume)                                                                            |
|                    |                                                                                                  |
|                    | Plethodontidae (urodeli senza polmoni)                                                           |
|                    |                                                                                                  |

|  | Amphiumidae (amfiume)                  |
|  |                                        |
|  | Plethodontidae (urodeli senza polmoni) |
|  |                                        |

|  | \| \| Ambystomatidae (assolotti & salamandre tigre) \| \| \| \| \| \| Dicamptodontidae[6] \| \| \| \| |
|  | |
|  | Salamandridae (salamandre vere & tritoni)                                                             |
|  | |
|  | Ambystomatidae (assolotti & salamandre tigre)                                                         |
|  | |
|  | Dicamptodontidae                                                                                      |
|  | |

|  | Ambystomatidae (assolotti & salamandre tigre) |
|  |                                               |
|  | Dicamptodontidae                              |
|  |                                               |

|  | \| \| Ambystomatidae (assolotti & salamandre tigre) \| \| \| \| \| \| Dicamptodontidae[6] \| \| \| \| |
|  | |
|  | Salamandridae (salamandre vere & tritoni)                                                             |
|  | |
|  | Ambystomatidae (assolotti & salamandre tigre)                                                         |
|  | |
|  | Dicamptodontidae                                                                                      |
|  | |

|  | Ambystomatidae (assolotti & salamandre tigre) |
|  |                                               |
|  | Dicamptodontidae                              |
|  |                                               |

|                    | Rhyacotritonidae                                                                                 |
|                    |                                                                                                  |
| Xenosalamandroidei | \| \| Amphiumidae (amfiume) \| \| \| \| \| \| Plethodontidae (urodeli senza polmoni) \| \| \| \| |
|                    | \| \| Amphiumidae (amfiume) \| \| \| \| \| \| Plethodontidae (urodeli senza polmoni) \| \| \| \| |
|                    | Amphiumidae (amfiume)                                                                            |
|                    |                                                                                                  |
|                    | Plethodontidae (urodeli senza polmoni)                                                           |
|                    |                                                                                                  |

|  | Amphiumidae (amfiume)                  |
|  |                                        |
|  | Plethodontidae (urodeli senza polmoni) |
|  |                                        |

|                    | Rhyacotritonidae                                                                                 |
|                    |                                                                                                  |
| Xenosalamandroidei | \| \| Amphiumidae (amfiume) \| \| \| \| \| \| Plethodontidae (urodeli senza polmoni) \| \| \| \| |
|                    | \| \| Amphiumidae (amfiume) \| \| \| \| \| \| Plethodontidae (urodeli senza polmoni) \| \| \| \| |
|                    | Amphiumidae (amfiume)                                                                            |
|                    |                                                                                                  |
|                    | Plethodontidae (urodeli senza polmoni)                                                           |
|                    |                                                                                                  |

|  | Amphiumidae (amfiume)                  |
|  |                                        |
|  | Plethodontidae (urodeli senza polmoni) |
|  |                                        |

|  | Hynobiidae                            |
|  |                                       |
|  | Cryptobranchidae (salamandre giganti) |
|  |                                       |

|  | \| \| Ambystomatidae (assolotti & salamandre tigre) \| \| \| \| \| \| Dicamptodontidae[6] \| \| \| \| |
|  | |
|  | Salamandridae (salamandre vere & tritoni)                                                             |
|  | |
|  | Ambystomatidae (assolotti & salamandre tigre)                                                         |
|  | |
|  | Dicamptodontidae                                                                                      |
|  | |

|  | Ambystomatidae (assolotti & salamandre tigre) |
|  |                                               |
|  | Dicamptodontidae                              |
|  |                                               |

|  | \| \| Ambystomatidae (assolotti & salamandre tigre) \| \| \| \| \| \| Dicamptodontidae[6] \| \| \| \| |
|  | |
|  | Salamandridae (salamandre vere & tritoni)                                                             |
|  | |
|  | Ambystomatidae (assolotti & salamandre tigre)                                                         |
|  | |
|  | Dicamptodontidae                                                                                      |
|  | |

|  | Ambystomatidae (assolotti & salamandre tigre) |
|  |                                               |
|  | Dicamptodontidae                              |
|  |                                               |

|                    | Rhyacotritonidae                                                                                 |
|                    |                                                                                                  |
| Xenosalamandroidei | \| \| Amphiumidae (amfiume) \| \| \| \| \| \| Plethodontidae (urodeli senza polmoni) \| \| \| \| |
|                    | \| \| Amphiumidae (amfiume) \| \| \| \| \| \| Plethodontidae (urodeli senza polmoni) \| \| \| \| |
|                    | Amphiumidae (amfiume)                                                                            |
|                    |                                                                                                  |
|                    | Plethodontidae (urodeli senza polmoni)                                                           |
|                    |                                                                                                  |

|  | Amphiumidae (amfiume)                  |
|  |                                        |
|  | Plethodontidae (urodeli senza polmoni) |
|  |                                        |

|                    | Rhyacotritonidae                                                                                 |
|                    |                                                                                                  |
| Xenosalamandroidei | \| \| Amphiumidae (amfiume) \| \| \| \| \| \| Plethodontidae (urodeli senza polmoni) \| \| \| \| |
|                    | \| \| Amphiumidae (amfiume) \| \| \| \| \| \| Plethodontidae (urodeli senza polmoni) \| \| \| \| |
|                    | Amphiumidae (amfiume)                                                                            |
|                    |                                                                                                  |
|                    | Plethodontidae (urodeli senza polmoni)                                                           |
|                    |                                                                                                  |

|  | Amphiumidae (amfiume)                  |
|  |                                        |
|  | Plethodontidae (urodeli senza polmoni) |
|  |                                        |

|  | \| \| Ambystomatidae (assolotti & salamandre tigre) \| \| \| \| \| \| Dicamptodontidae[6] \| \| \| \| |
|  | |
|  | Salamandridae (salamandre vere & tritoni)                                                             |
|  | |
|  | Ambystomatidae (assolotti & salamandre tigre)                                                         |
|  | |
|  | Dicamptodontidae                                                                                      |
|  | |

|  | Ambystomatidae (assolotti & salamandre tigre) |
|  |                                               |
|  | Dicamptodontidae                              |
|  |                                               |

|  | \| \| Ambystomatidae (assolotti & salamandre tigre) \| \| \| \| \| \| Dicamptodontidae[6] \| \| \| \| |
|  | |
|  | Salamandridae (salamandre vere & tritoni)                                                             |
|  | |
|  | Ambystomatidae (assolotti & salamandre tigre)                                                         |
|  | |
|  | Dicamptodontidae                                                                                      |
|  | |

|  | Ambystomatidae (assolotti & salamandre tigre) |
|  |                                               |
|  | Dicamptodontidae                              |
|  |                                               |

|                    | Rhyacotritonidae                                                                                 |
|                    |                                                                                                  |
| Xenosalamandroidei | \| \| Amphiumidae (amfiume) \| \| \| \| \| \| Plethodontidae (urodeli senza polmoni) \| \| \| \| |
|                    | \| \| Amphiumidae (amfiume) \| \| \| \| \| \| Plethodontidae (urodeli senza polmoni) \| \| \| \| |
|                    | Amphiumidae (amfiume)                                                                            |
|                    |                                                                                                  |
|                    | Plethodontidae (urodeli senza polmoni)                                                           |
|                    |                                                                                                  |

|  | Amphiumidae (amfiume)                  |
|  |                                        |
|  | Plethodontidae (urodeli senza polmoni) |
|  |                                        |

|                    | Rhyacotritonidae                                                                                 |
|                    |                                                                                                  |
| Xenosalamandroidei | \| \| Amphiumidae (amfiume) \| \| \| \| \| \| Plethodontidae (urodeli senza polmoni) \| \| \| \| |
|                    | \| \| Amphiumidae (amfiume) \| \| \| \| \| \| Plethodontidae (urodeli senza polmoni) \| \| \| \| |
|                    | Amphiumidae (amfiume)                                                                            |
|                    |                                                                                                  |
|                    | Plethodontidae (urodeli senza polmoni)                                                           |
|                    |                                                                                                  |

|  | Amphiumidae (amfiume)                  |
|  |                                        |
|  | Plethodontidae (urodeli senza polmoni) |
|  |                                        |

|  | Hynobiidae                            |
|  |                                       |
|  | Cryptobranchidae (salamandre giganti) |
|  |                                       |

|  | \| \| Ambystomatidae (assolotti & salamandre tigre) \| \| \| \| \| \| Dicamptodontidae[6] \| \| \| \| |
|  | |
|  | Salamandridae (salamandre vere & tritoni)                                                             |
|  | |
|  | Ambystomatidae (assolotti & salamandre tigre)                                                         |
|  | |
|  | Dicamptodontidae                                                                                      |
|  | |

|  | Ambystomatidae (assolotti & salamandre tigre) |
|  |                                               |
|  | Dicamptodontidae                              |
|  |                                               |

|  | \| \| Ambystomatidae (assolotti & salamandre tigre) \| \| \| \| \| \| Dicamptodontidae[6] \| \| \| \| |
|  | |
|  | Salamandridae (salamandre vere & tritoni)                                                             |
|  | |
|  | Ambystomatidae (assolotti & salamandre tigre)                                                         |
|  | |
|  | Dicamptodontidae                                                                                      |
|  | |

|  | Ambystomatidae (assolotti & salamandre tigre) |
|  |                                               |
|  | Dicamptodontidae                              |
|  |                                               |

|                    | Rhyacotritonidae                                                                                 |
|                    |                                                                                                  |
| Xenosalamandroidei | \| \| Amphiumidae (amfiume) \| \| \| \| \| \| Plethodontidae (urodeli senza polmoni) \| \| \| \| |
|                    | \| \| Amphiumidae (amfiume) \| \| \| \| \| \| Plethodontidae (urodeli senza polmoni) \| \| \| \| |
|                    | Amphiumidae (amfiume)                                                                            |
|                    |                                                                                                  |
|                    | Plethodontidae (urodeli senza polmoni)                                                           |
|                    |                                                                                                  |

|  | Amphiumidae (amfiume)                  |
|  |                                        |
|  | Plethodontidae (urodeli senza polmoni) |
|  |                                        |

|                    | Rhyacotritonidae                                                                                 |
|                    |                                                                                                  |
| Xenosalamandroidei | \| \| Amphiumidae (amfiume) \| \| \| \| \| \| Plethodontidae (urodeli senza polmoni) \| \| \| \| |
|                    | \| \| Amphiumidae (amfiume) \| \| \| \| \| \| Plethodontidae (urodeli senza polmoni) \| \| \| \| |
|                    | Amphiumidae (amfiume)                                                                            |
|                    |                                                                                                  |
|                    | Plethodontidae (urodeli senza polmoni)                                                           |
|                    |                                                                                                  |

|  | Amphiumidae (amfiume)                  |
|  |                                        |
|  | Plethodontidae (urodeli senza polmoni) |
|  |                                        |

|  | \| \| Ambystomatidae (assolotti & salamandre tigre) \| \| \| \| \| \| Dicamptodontidae[6] \| \| \| \| |
|  | |
|  | Salamandridae (salamandre vere & tritoni)                                                             |
|  | |
|  | Ambystomatidae (assolotti & salamandre tigre)                                                         |
|  | |
|  | Dicamptodontidae                                                                                      |
|  | |

|  | Ambystomatidae (assolotti & salamandre tigre) |
|  |                                               |
|  | Dicamptodontidae                              |
|  |                                               |

|  | \| \| Ambystomatidae (assolotti & salamandre tigre) \| \| \| \| \| \| Dicamptodontidae[6] \| \| \| \| |
|  | |
|  | Salamandridae (salamandre vere & tritoni)                                                             |
|  | |
|  | Ambystomatidae (assolotti & salamandre tigre)                                                         |
|  | |
|  | Dicamptodontidae                                                                                      |
|  | |

|  | Ambystomatidae (assolotti & salamandre tigre) |
|  |                                               |
|  | Dicamptodontidae                              |
|  |                                               |

|                    | Rhyacotritonidae                                                                                 |
|                    |                                                                                                  |
| Xenosalamandroidei | \| \| Amphiumidae (amfiume) \| \| \| \| \| \| Plethodontidae (urodeli senza polmoni) \| \| \| \| |
|                    | \| \| Amphiumidae (amfiume) \| \| \| \| \| \| Plethodontidae (urodeli senza polmoni) \| \| \| \| |
|                    | Amphiumidae (amfiume)                                                                            |
|                    |                                                                                                  |
|                    | Plethodontidae (urodeli senza polmoni)                                                           |
|                    |                                                                                                  |

|  | Amphiumidae (amfiume)                  |
|  |                                        |
|  | Plethodontidae (urodeli senza polmoni) |
|  |                                        |

|                    | Rhyacotritonidae                                                                                 |
|                    |                                                                                                  |
| Xenosalamandroidei | \| \| Amphiumidae (amfiume) \| \| \| \| \| \| Plethodontidae (urodeli senza polmoni) \| \| \| \| |
|                    | \| \| Amphiumidae (amfiume) \| \| \| \| \| \| Plethodontidae (urodeli senza polmoni) \| \| \| \| |
|                    | Amphiumidae (amfiume)                                                                            |
|                    |                                                                                                  |
|                    | Plethodontidae (urodeli senza polmoni)                                                           |
|                    |                                                                                                  |

|  | Amphiumidae (amfiume)                  |
|  |                                        |
|  | Plethodontidae (urodeli senza polmoni) |
|  |                                        |

## Tassonomia
L'ordine Caudata comprende 813 specie, raggruppate in 9 famiglie:
- Famiglia: Ambystomatidae Gray, 1850 (30 sp.)
- Famiglia: Amphiumidae Gray, 1825 (3 sp.)
- Famiglia: Cryptobranchidae Fitzinger, 1826 (5 sp.)
- Famiglia: Hynobiidae Cope, 1859 (1856) (98 sp.)
- Famiglia: Plethodontidae Gray, 1850 (512 sp.)
- Famiglia: Proteidae Gray, 1825 (9 sp.)
- Famiglia: Rhyacotritonidae Tihen, 1958 (4 sp.)
- Famiglia: Salamandridae Goldfuss, 1820 (145 sp.)
- Famiglia: Sirenidae Gray, 1825 (7 sp.)

### Alcune specie

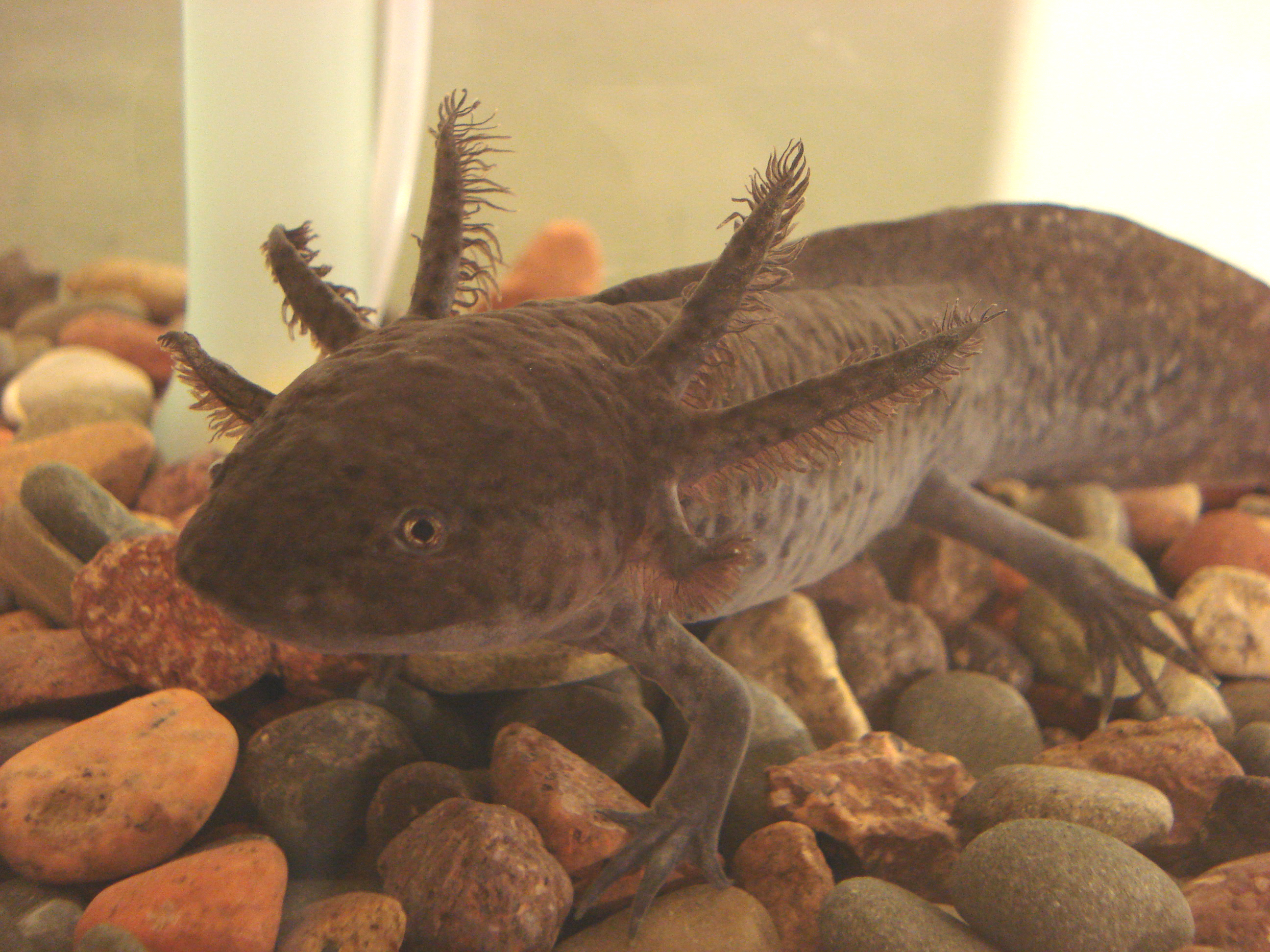
Ambystoma mexicanum Ambystomatidae
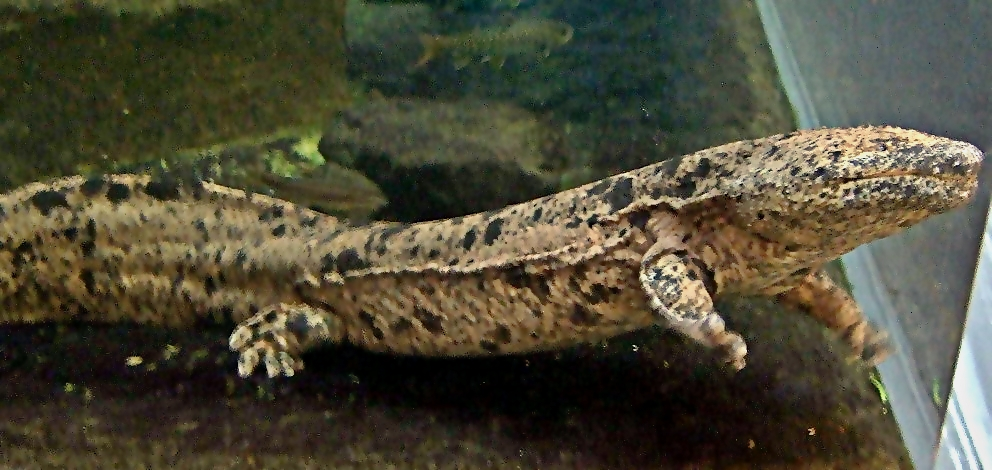
Andrias japonicus Cryptobranchidae
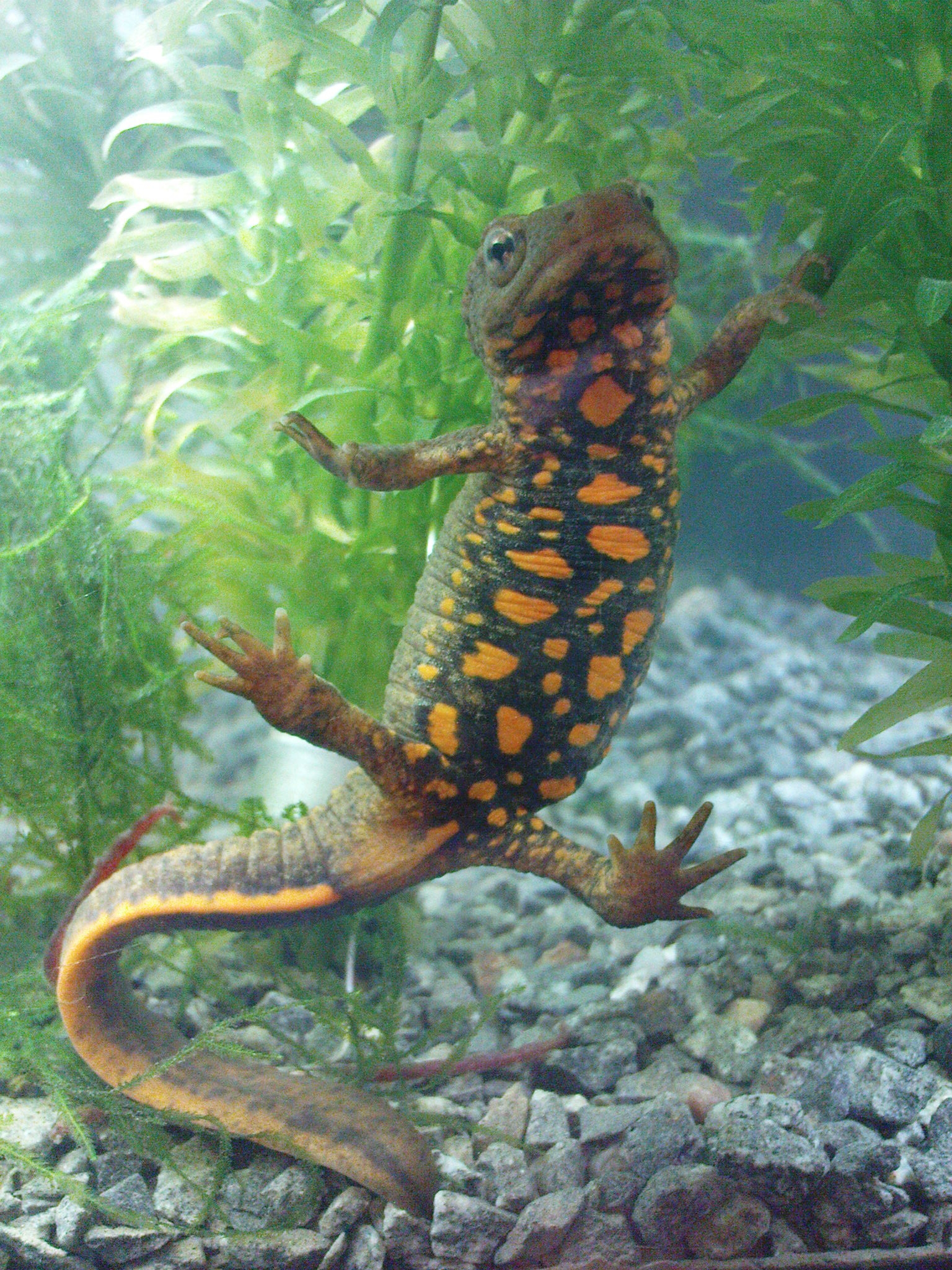
Cynops pyrrhogaster Salamandridae
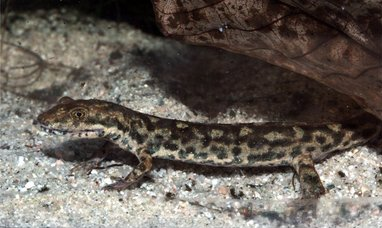
Euproctus platycephalus Salamandridae
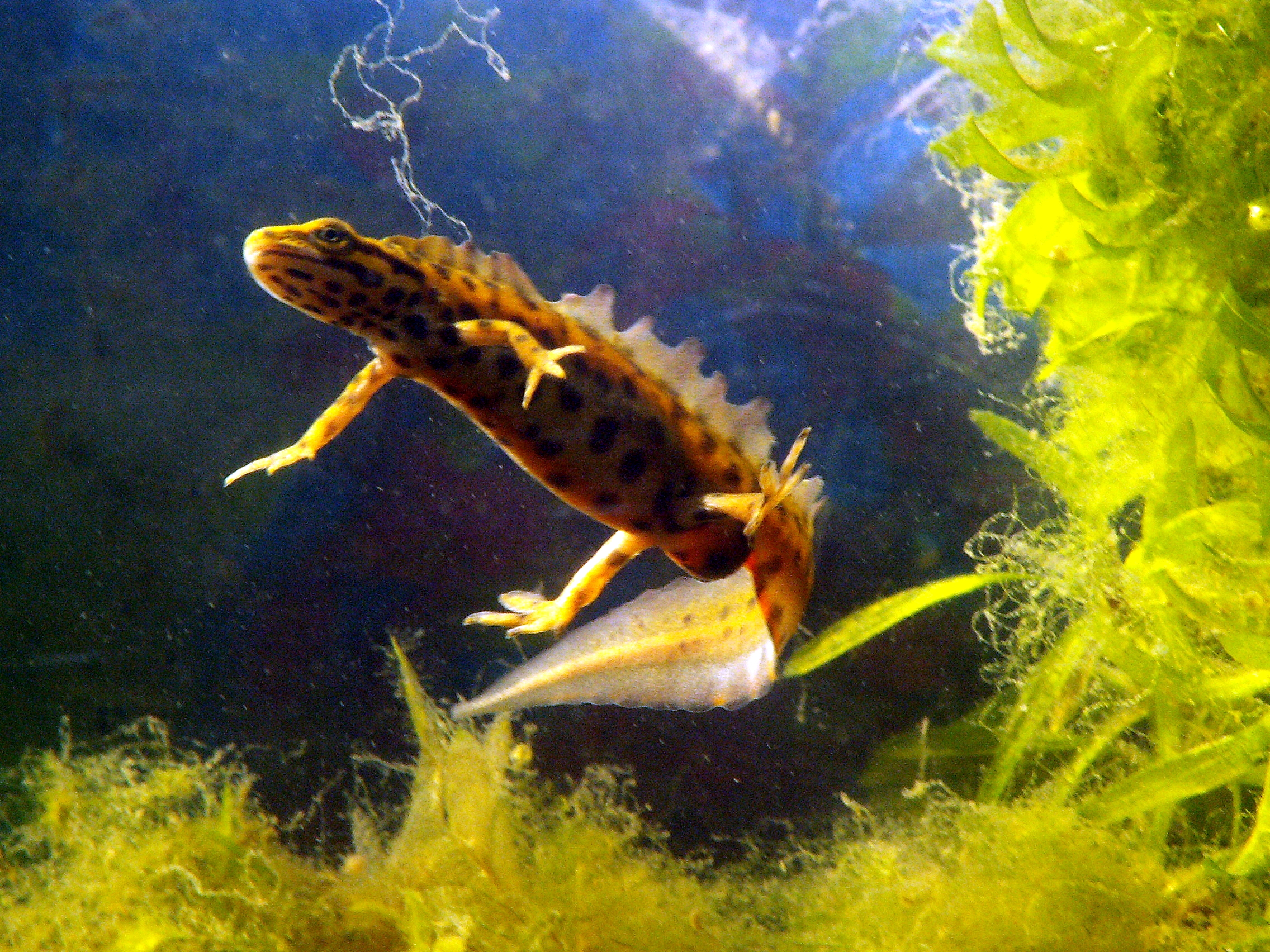
Lissotriton vulgaris Salamandridae
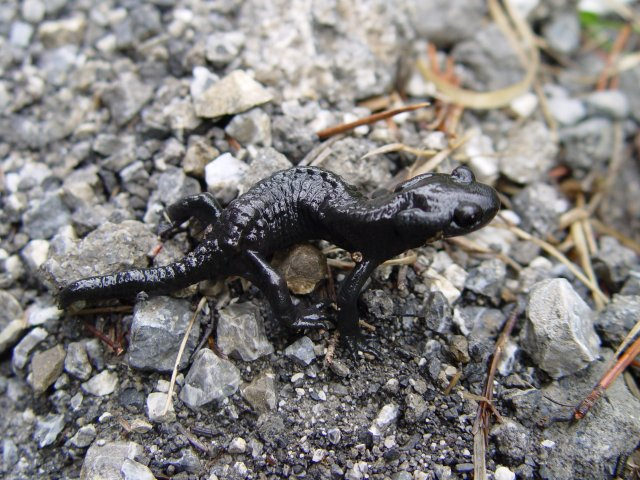
Salamandra atra Salamandridae
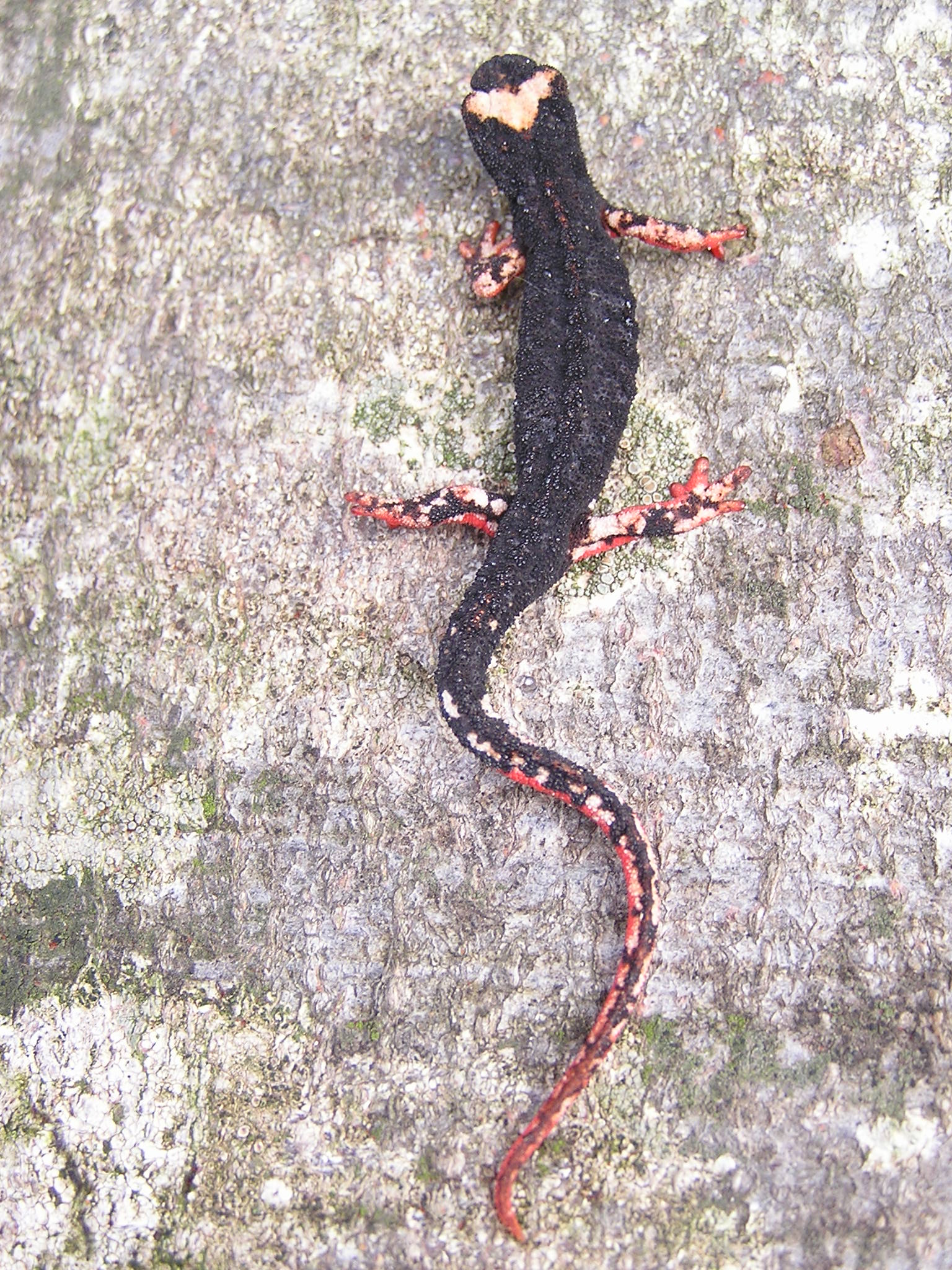
Salamandrina terdigitata Salamandridae
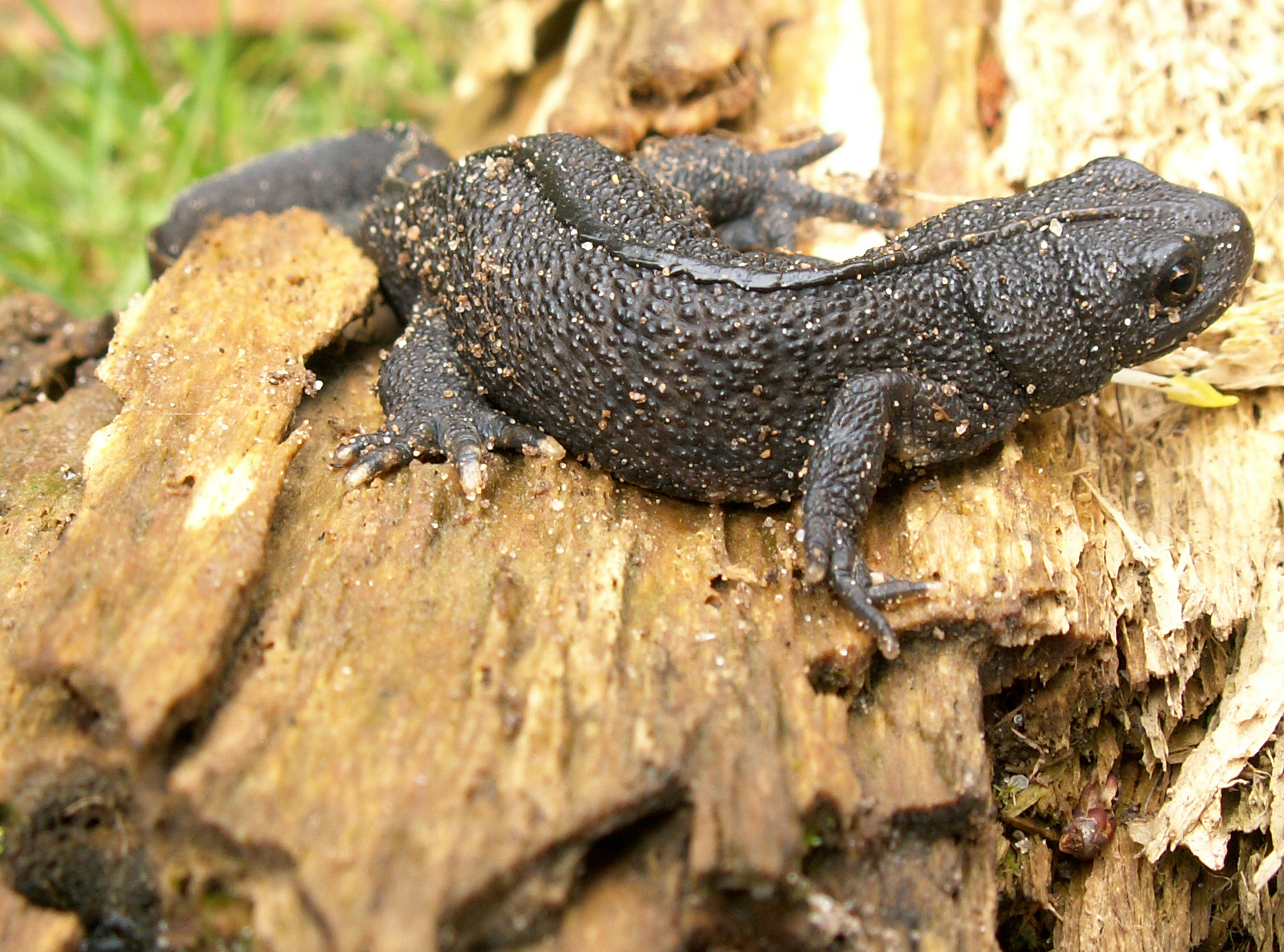
Triturus carnifex Salamandridae
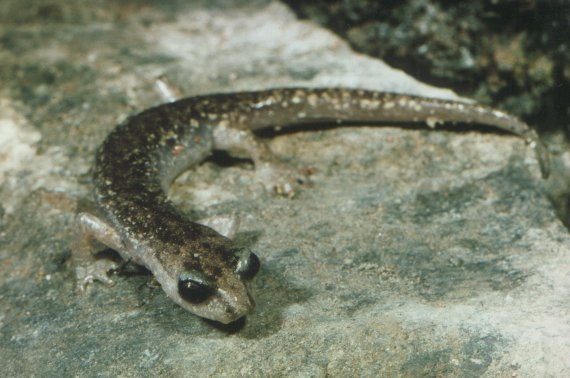
Speleomantes genei Plethodontidae
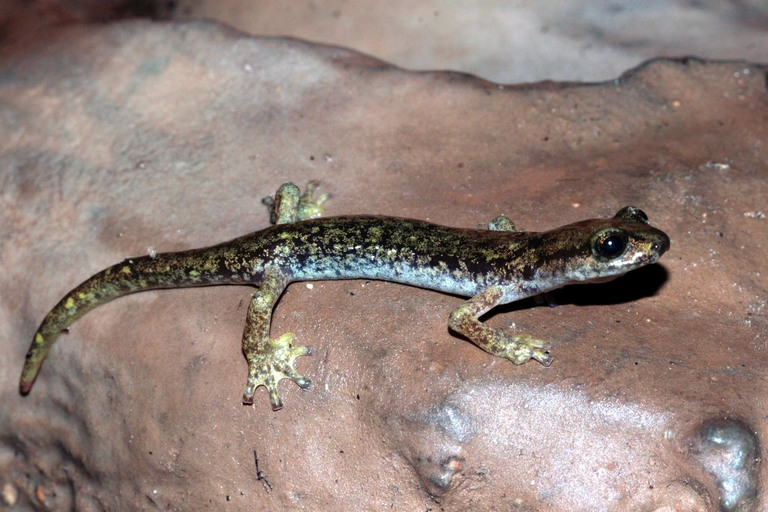
Speleomantes supramontis Plethodontidae
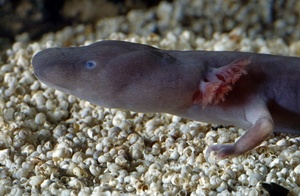
Proteus anguinus Proteidae
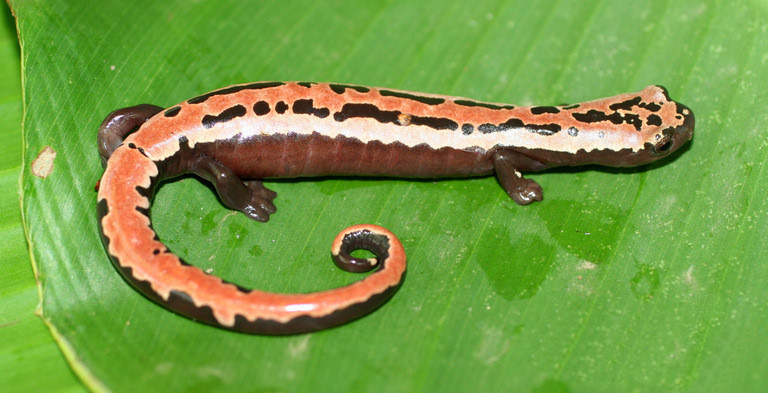
Bolitoglossa mexicana Plethodontidae

## Mitologia e cultura di massa

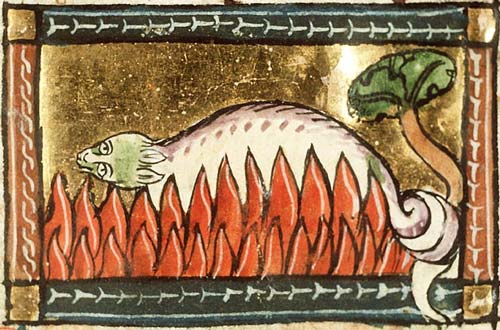
Una salamandra illesa nelle fiamme

Numerose leggende si sono sviluppate intorno alla salamandra nel corso dei secoli, molte delle quali legate al fuoco. Questa connessione trae origine probabilmente dalla tendenza che hanno molti esemplari di salamandre a dimorare dentro tronchi marcescenti. La leggenda vuole che le salamandre siano state create dalle fiamme, convinzione che ha portato a dare il nome comune "salamandra di fuoco" alla specie Salamandra salamandra.